# Орден Пошани (Білорусь)
Орден Пошани (біл. Ордэн Пашаны) — державна нагорода Білорусі.
Створена Указом Президента Білорусі О. Г. Лукашенко № 516 від 6 вересня 1999 року.

## Статут ордена
Орден Пошани нагороджуються громадяни:
- за великі досягнення у виробничій, науково-дослідної, державній, соціально-культурній, спортивній, громадській та іншій діяльності;
- за високі виробничі показники у промисловості, сільському господарстві, будівництві, зв'язку, торгівлі, житлово-комунальному господарстві, побутовому обслуговуванні населення, на транспорті та в інших сферах трудової діяльності;
- за значні успіхи у медичному обслуговуванні населення, навчанні, вихованні дітей і підлітків, підготовки їх до праці;
- за досягнення високої продуктивності праці, поліпшення якості продукції, зниження матеріальних і трудових витрат на її виготовлення;
- за впровадження у виробництво нової техніки, технології, особливо цінні винаходи і раціоналізаторські пропозиції;
- за плідну державну і громадську діяльність;
- за заслуги у розвитку економічних, науково-технічних, культурних та інших зв'язків між Республікою Білорусь та іншими державами.

Орден Пошани носять на лівій стороні грудей і за наявності інших орденів розташовується після ордена «За особисту мужність».

## Опис
Орден Пошани має форму округлого позолоченого восьмигранника, на який накладається чотирипроменева срібна зірка з рельєфним зображенням чоловіка і жінки в центрі, які тримають Державний прапор Республіки Білорусь і сніп пшениці. Прапор покритий емаллю червоного, зеленого і білого кольору. У нижній частині ордена — блакитна емалева стрічка, яка підтримує лаврові і дубові гілки, що обрамляють орден. Висота ордена 50 мм, ширина — 46 мм. Зворотний бік ордена має гладку поверхню, в центрі знаходиться номер ордена.
Медаль за допомогою вушка і кільця з'єднується з п'ятикутною колодкою, обтягнутою муаровою стрічкою жовтого кольору з поздовжньою смужкою зеленого кольору посередині і по одній поздовжній смужці червоного кольору по боках.
Орден виготовляється з срібла з позолотою.

## Історія
Орден Пошани аналогічний радянському ордену «Знак Пошани» і призначений для нагородження громадян за трудові заслуги перед державою. Правда, на відміну від радянського зразка, орденом не нагороджуються підприємства, організації та установи.
Перший Указ про нагородження орденом був підписаний 24 грудня 1997 року. За досягнення високих спортивних результатів та великий внесок у розвиток фізичної культури та спорту була нагороджена орденом спортсмен-інструктор національної команди Республіки Білорусь з академічного веслування Карстен Катерина Анатоліївна.
Наступні нагородження відбулися 14 січня 1998 року. В цей день було підписано низку Указів Президента Республіки Білорусь про нагородження групи працівників підприємств і організацій Вітебської, Мінської та Могильовської областей — всього 8 осіб.